# Koń budionnowski

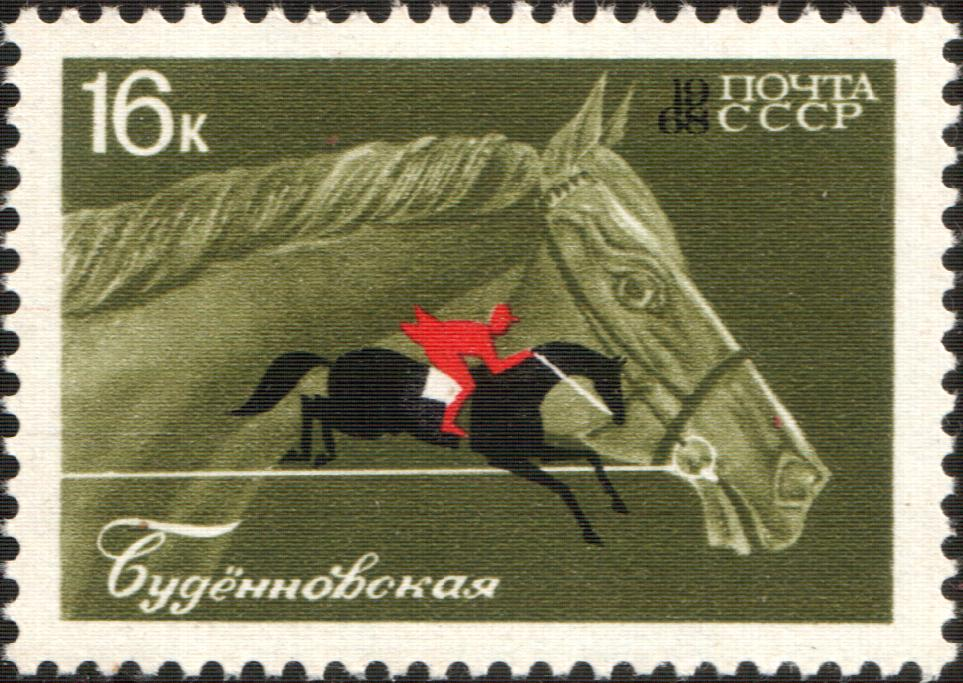
Radziecki znaczek pocztowy z koniem budionnowskim (1968)

Koń budionnowski (ros. Будённовская лошадь) – jedna z ras konia, wykorzystywana do długo- i krótkodystansowych wyścigów, znana z wytrzymałości i charakterystycznej płynności ruchu. Konie tej rasy odnoszą sukcesy w skokach i ujeżdżeniu, są uważane za mające łagodną naturę. Nazwane „budionnowskimi” na cześć dowódcy radzieckiej kawalerii marszałka Siemiona Budionnego, który rozpoczął program ich hodowli w okolicach Rostowa po zakończeniu wojny domowej w Rosji.
Celem hodowli było uzyskanie konia mogącego pokonać około 100 km dziennie przez kilka dni z rzędu, przy minimalnym zaopatrzeniu i minimalnym odpoczynku, a pod koniec ciężkiego dnia marszu z zapasem sił i energii do ataku, tzn. na 5-6 kilometrową szarżę galopem.  W 1950 przeprowadzono 24-godzinną jazdę próbną dla koni budionnowskich. 6-letni ogier Zanos pokonał 309 kilometrów (19 godzin jazdy). Budjonny jest dobrym partnerem do rajdów długodystansowych, zwłaszcza dla cięższych jeźdźców.

## Pochodzenie
Koń budionnowski wywodzi się od koni czarnomorskich i klaczy dońskich krytych ogierami pełnej krwi angielskiej. Używano też koni kirgiskich i kazachskich, lecz z gorszym rezultatem. Potomstwo odchowywano bardzo starannie na bogatej paszy i testowano pod względem użytkowości po ukończeniu dwóch i czterech lat życia. Z ogólnej liczby 657 klaczy, od których rozpoczęto hodowlę, 359 stanowiły anglodońskie, 261 mieszańce anglodońskie z czarnomorskimi i 37 angloczarnomorskie. Kryto je ogierami anglodońskimi. Gdy cechy pełnej krwi angielskiej stawały się mniej wyraźne, do hodowli włączano ponownie ogiery tej rasy.
Za oficjalną datę powstania koni rasy budionnowskiej uważany jest rok 1949. Pierwsza księga stada założona została dla tej rasy w 1951. Mimo że rasa ta istnieje od niedawna, koń ten należy do ras najbardziej znanych i lubianych nie tylko w Rosji ale całej Europie. Uważany jest za wspaniałego galopera i używany jest głównie do sportu jeździeckiego, wyścigów płaskich i zawodów w skokach przez przeszkody.

## Budowa i wygląd
Głowa i szyja mają dobre proporcje. Profil jest prosty lub nieznacznie wklęsły. Taka ładna, szlachetna głowa zdradza wpływ koni pełnej krwi angielskiej. Długa i prosta szyja przechodzi w wysoki kłąb i łączy się z umiarkowanie skośnymi łopatkami – nie są one jednak tak długie, jak u konia pełnej krwi angielskiej. 
Koń budionnowski jest lekkiej budowy, ale o stosunkowo masywnym tułowiu. Grzbiet ma krótki, prosty i szeroki, lędźwie wydłużone, a zad długi i zazwyczaj prosty. Kończyny są lekkie, mało masywne, zdarzają się wady w budowie i wielkości stawów. Wadą tej rasy jest iksowata postawa kończyn przednich, powodująca ich wadliwy ruch. Wadę tę rozprzestrzeniło krzyżowanie z końmi dońskimi i kazachskimi. 
80% koni budionnowskich jest maści kasztanowatej, często ze złocistym połyskiem, odziedziczonym po koniach dońskich i czarnomorskich. Występują także konie gniade z tak zwanym złotym połyskiem.
Przeciętnie koń budionnowski mierzy około 160 cm, chociaż zdarzają się osobniki o wzroście ponad 170 cm.